# Garrettsville (Ohio)
Pour les articles homonymes, voir Garrettsville.
Garrettsville est un village américain situé dans le comté de Portage, dans l'Ohio. Selon le recensement de 2010, sa population est de 2 325 habitants.